# Omega (Géorgie)
Pour les articles homonymes, voir Omega.
Omega est une ville américaine située dans les comtés de Tift et de Colquitt, en Géorgie. Selon le recensement de 2020, sa population est de 1 318 habitants.